# Gospođica Julija (1958.)
Gospođica Julija je hrvatska televizijska drama iz 1958. godine, u režiji Daniela Marušića. Riječ je o televizijskoj adaptaciji istoimenog djela Augusta Strindberga.
Premijerno je prikazana 2. veljače 1958. na Televiziji Zagreb.

## Glumačka postava
- Mira Župan kao Julija
- Adem Čejvan kao Jean
- Marija Aleksić kao Kristina